# 潛龍突擊隊
《潛龍突擊隊》（英語：Renegades，前稱作）是一部2017年法國、美國和德國合拍的動作驚悚片，由史蒂夫·奎爾執導，盧·貝松擔任監製並與李察·威克共同撰寫劇本。由蘇利文·斯坦布萊頓、J·K·西蒙斯與查利·布雷主演。該片定於2017年8月31日台灣上映、9月1日在德國上映。

## 劇情
故事敘述一支海豹突擊隊在波斯尼亞湖中發現了過去居民為了不被德軍佔據而埋藏的巨大的寶藏，但這也引來了對寶藏虎視眈眈的敵軍的襲擊。

## 演員
- 蘇利文·斯坦布萊頓 飾 麥特·巴諾
- J·K·西蒙斯 飾 李維
- 查利·布雷（英语：Charlie Bewley） 飾 史丹頓·貝克
- 達爾梅德·默塔（英语：Diarmaid Murtagh） 飾 寇特
- 艾倫·布拉澤維奇 飾 包里斯
- 希薇亞·荷克絲 飾 拉拉·西米奇
- 喬舒亞·亨利（英语：Joshua Henry） 飾 班·莫蘭
- 迪米特里·萊奧尼達斯 飾 傑克·波特
- 安德烈·多基克（英语：Andrej Dojkic） 飾 塞爾維亞軍隊#1
- 艾文·布萊納 飾 吉姆·雷尼

## 發行
2015年3月，歐羅巴將電影排於2016年7月15日在美國上映。2016年2月，上映日延期至2017年1月20日。5月，又改至2017年1月27日。11月，電影最終定於2017年2月3日在美國上映，而片名也從原本的《The Lake》改為《Renegades》。2017年1月，電影的美國上映日延期至2017年9月1日。但後來，電影又再次延期至未知日期。

## 外部連結
- 互联网电影数据库（IMDb）上《潛龍突擊隊》的资料（英文）